# Dangerous (píseň, David Guetta)
Dangerous je píseň francouzského DJ Davida Guetty z jeho šestého studiového alba, Listen. Vokály nazpíval americký zpěvák a skladatel Sam Martin. Píseň oficiálně vyšla 6. října 2014. Vznikla ve spolupráci s Giorgionem Tuinfortem, Jasonem Eviganem a Lindy Robbins. Nová verze, nazvaná Dangerous Part II s vokály od Treya Songza, Chrise Browna Sama Martina vyšla 9. ledna 2015.

## Tónina
Píseň je napsána v tónině E moll s hlavními akordy Em—C—Am—D.

## Music video
Lyric video bylo vydáno na YouTube na Guettově kanálu. Delší hudební video byla vydáno 31. října. Kratší verze byla vydána dne 21. ledna 2015. Video je ve stylu závodu Formule 1. Herec James Purefoy hrál konkurenta. Vozy týmu Lotus F1 jsou obsaženy ve videu, a řidič Romain Grosjean řídil vozy, na konci videa stojí na pódiu s Guettou a Purefoyem.

## Dangerous Part II
Dangerous Part II verze s Trey Songz, Chrisem Brownem a Samem Martinem měl premiéru 26. listopadu 2014. David Guetta vydal tuto verzi na SoundCloud 10. prosince 2014. Píseň byla vydána na iTunes Store v USA na 9. ledna 2015.

## Remixy
- Dangerous (feat. Sam Martin) (Robin Schulz Remix) - 5:06
- Dangerous (feat. Sam Martin) (David Guetta Banging Remix) - 6:07
- Dangerous (feat. Sam Martin) (Steve Aoki Remix) - 4:37
- Dangerous (feat. Sam Martin) (Higher Self Remix) - 4:30
- Dangerous (feat. Sam Martin) (Kevin & Dantiez Saunderson Deep Detroit Dub Remix) - 6:19
- Dangerous (feat. Sam Martin) (Kevin Saunderson Inner City Remix) - 6:27
- Dangerous (feat. Sam Martin) (Extended Mix) - 4:03